# Daniel Andersson
Daniel Andersson (Lund, 1977. augusztus 28. –) svéd válogatott labdarúgó.

## Sikerei, díjai
Malmö
- Svéd bajnok (2): 2004, 2010